# Ann Syrdal
Ann Kristen Syrdal (Minneapolis, 13 de desembre de 1947 - San José (Califòrnia), 24 de juliol de 2020) fou una psicòloga estatunidenca i també investigadora en Ciències de la computació que va treballar en tecnologia de síntesi de veu. Va desenvolupar el primer sintetitzador de veu femenina.
Syrdal nasqué el 13 de desembre de 1945 a Minneapolis. El seu pare, Richard, era físic i enginyer; la seva mare, Marjorie (nascuda Paulson) era una empleada de vendes. Als dos anys, a la mort del seu pare, en va tenir cura la mare.
Syrdal s'interessà en la psicologia després d'ajudar en experiments de laboratori amb rates, i subsegüentment es graduà i posteriorment doctorà en psicologia.
Després de doctorar-se, va començar feina de recerca al Centre Callier per als Desordres de Comunicació de la Universitat de Texas a Dallas. Els primers anys 1980 va rebre una beca de cinc anys dels Instituts Nacionals de Salut, i va començar a estudiar la mecànica de la parla al KTH Institut Reial de Tecnologia d'Estocolom, i al Massachusetts Institute of Technology.
Un cop conclosa la beca, Syrdal començà a treballar als Laboratoris Bell d'AT&T. En aquell moment, les veus de síntesi eren principalment masculines. El 1990, Syrdal va desenvolupar un sistema que podia generar una veu femenina. A la dècada dels anys 90, s'afegí a un projecte que desenvolupà un nou mètode de síntesi de veu; en comptes de crear els sons artificialment, aquesta nova síntesi unia fragments de parla enregistrats a fi de crear frases i paraules noves. Sydral en supervisà els enregistraments inicials, amb les veus de sis dones. El 1998, el sistema de "Veus Naturals" d'AT&T guanyà una competició internacional per a la síntesi de veu amb un sistema de veu femenina.
L'any 2008, fou nomenada fellow de l'Acoustical Society of America per la seva tasca en síntesi de veu femenina.
Syrdal morí de càncer el 24 de juliol de 2020, a San José (Califòrnia).

## Vida personal
Syrdal es va casar i divorciar tres vegades; en el moment de la seva mort, feia vint-i-tres anys que estava en una parella de fet. Va tenir un fill i dues filles.